# Livistona chinensis
Livistona chinensis är en enhjärtbladig växtart som först beskrevs av Nikolaus Joseph von Jacquin, och fick sitt nu gällande namn av Robert Brown och Carl Friedrich Philipp von Martius. Livistona chinensis ingår i släktet Livistona och familjen Arecaceae. Inga underarter finns listade i Catalogue of Life.

## Bildgalleri

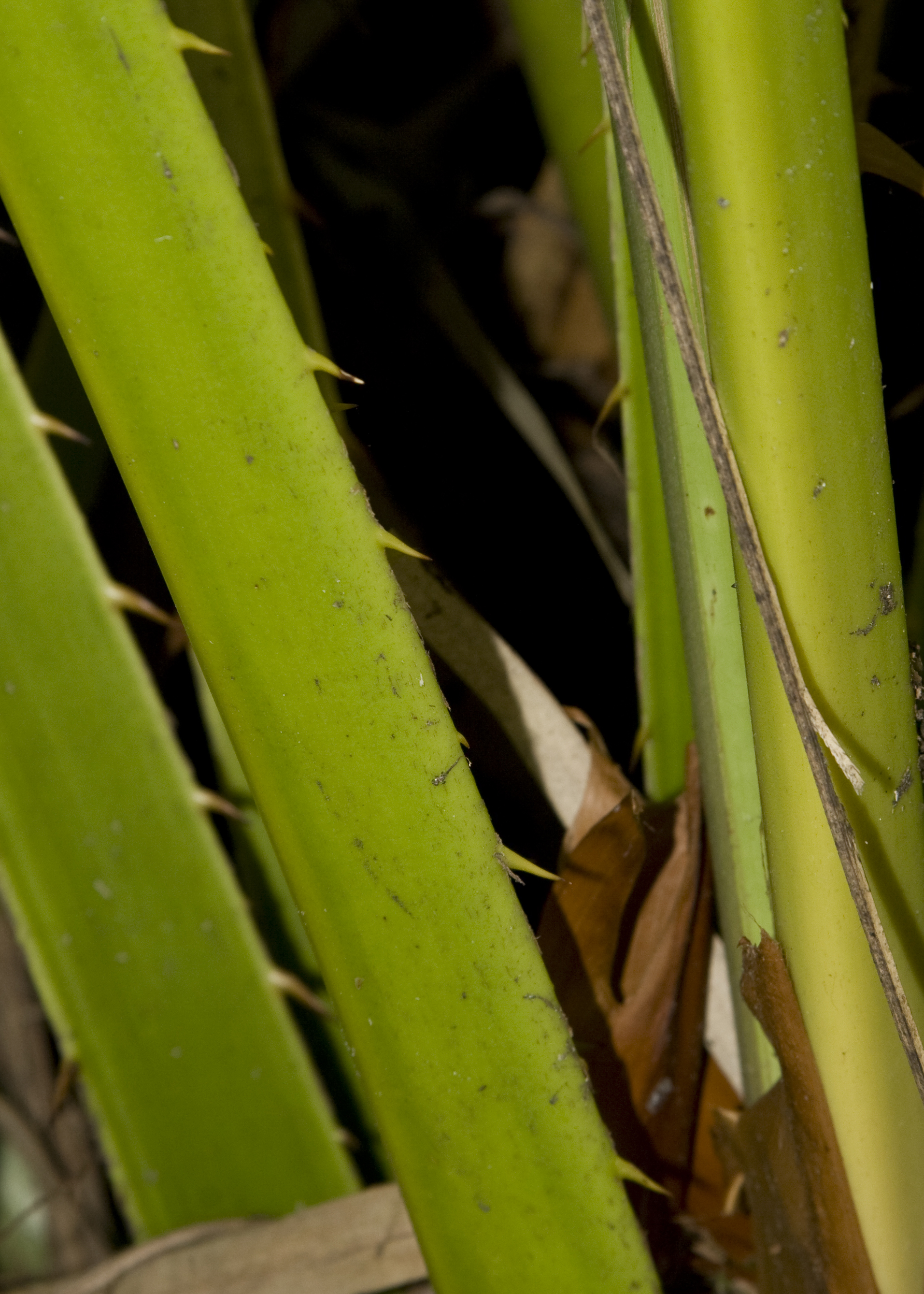
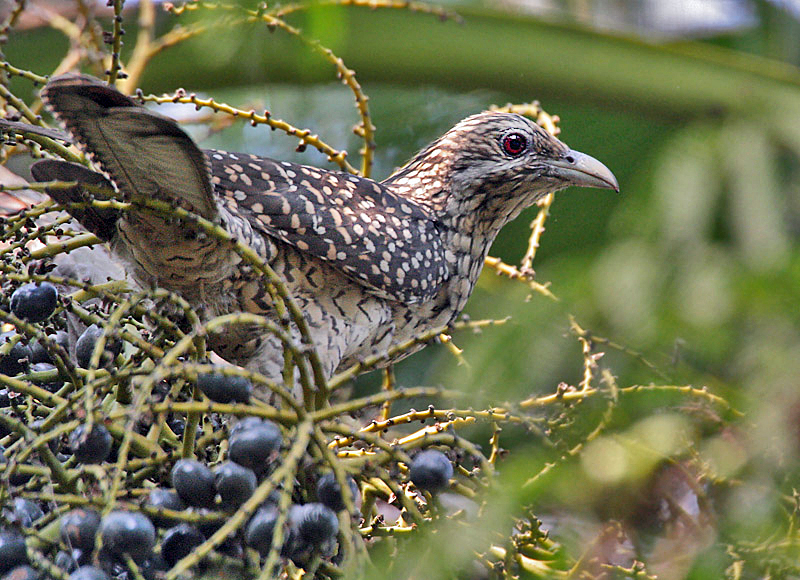
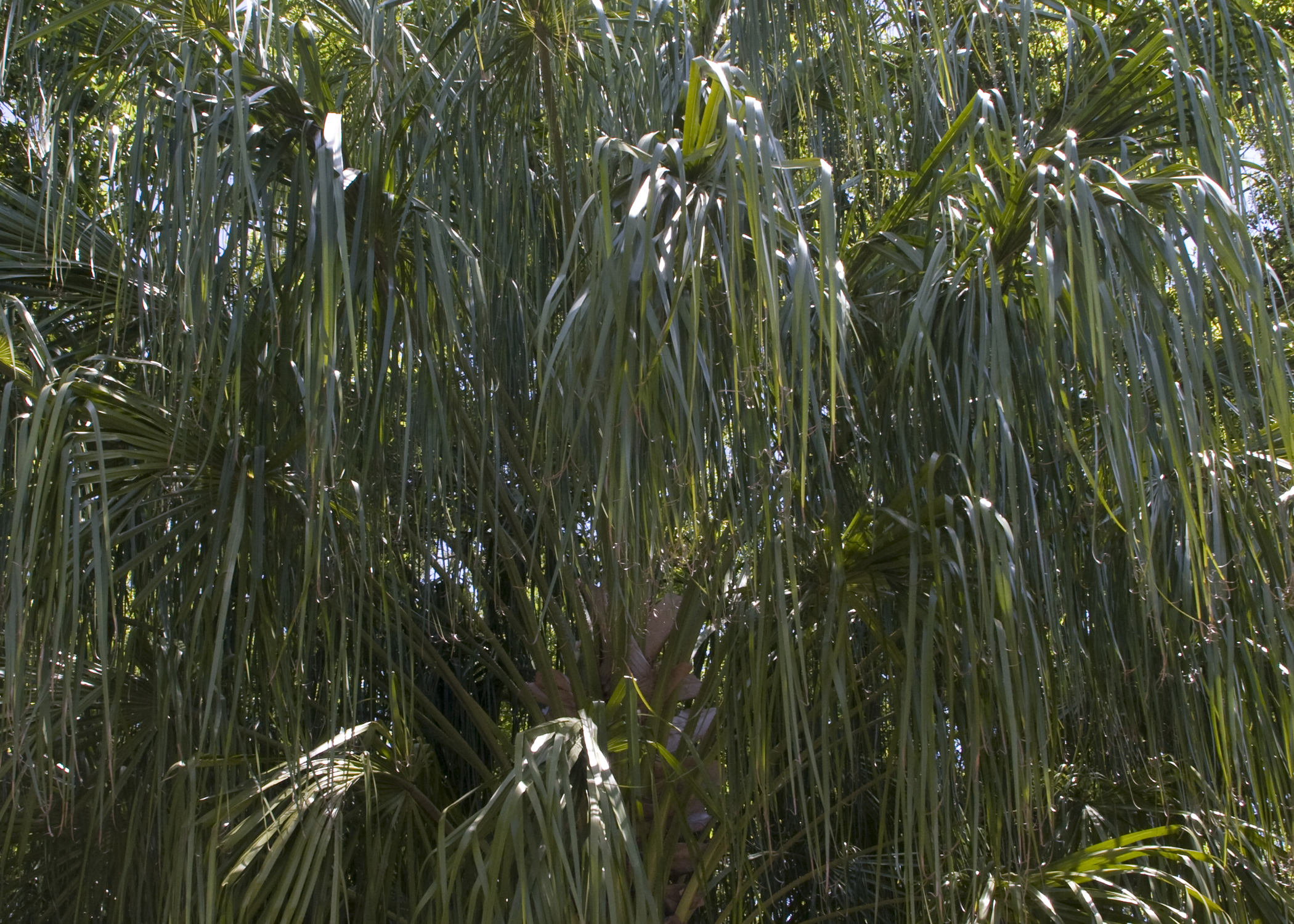
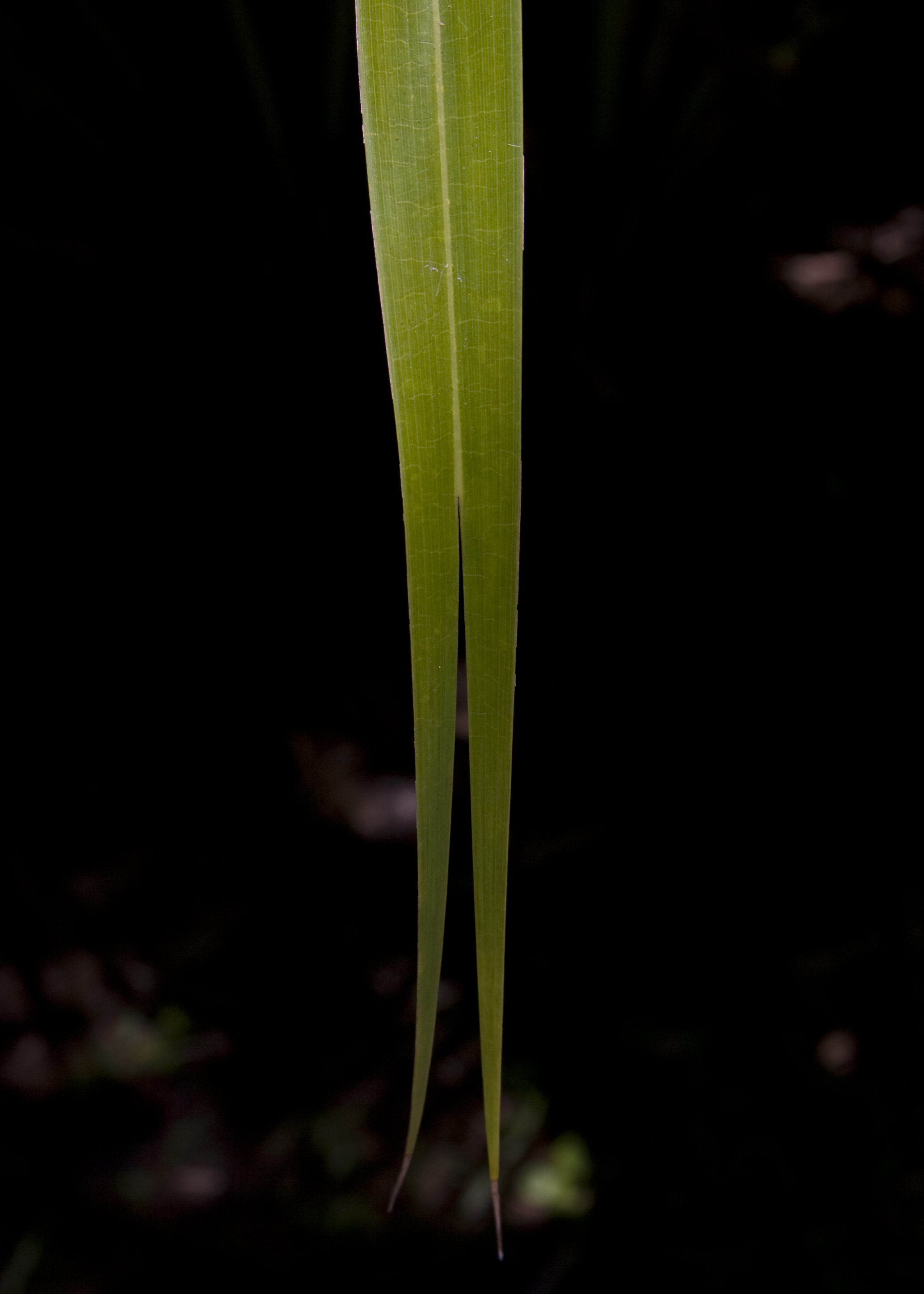
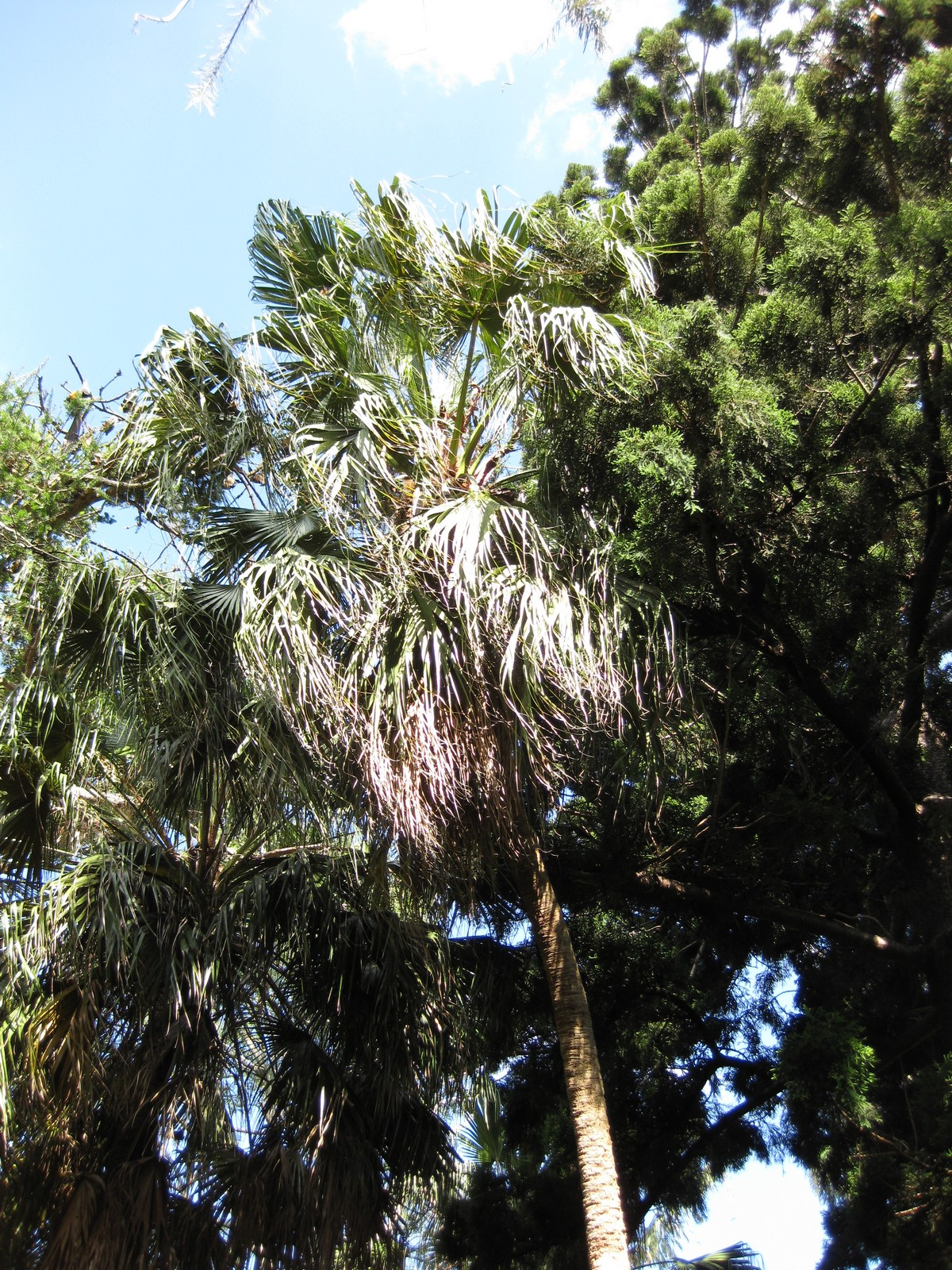
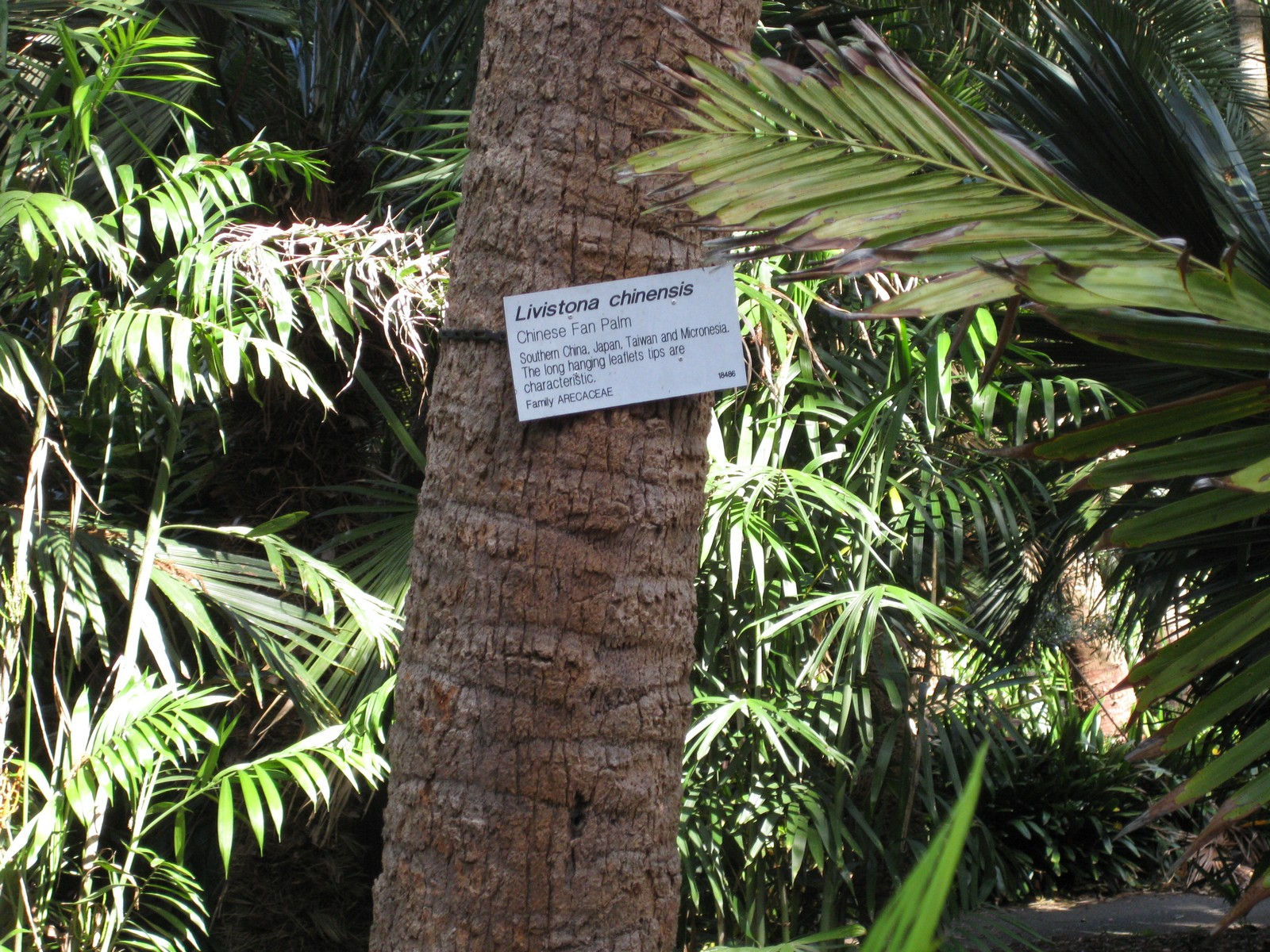
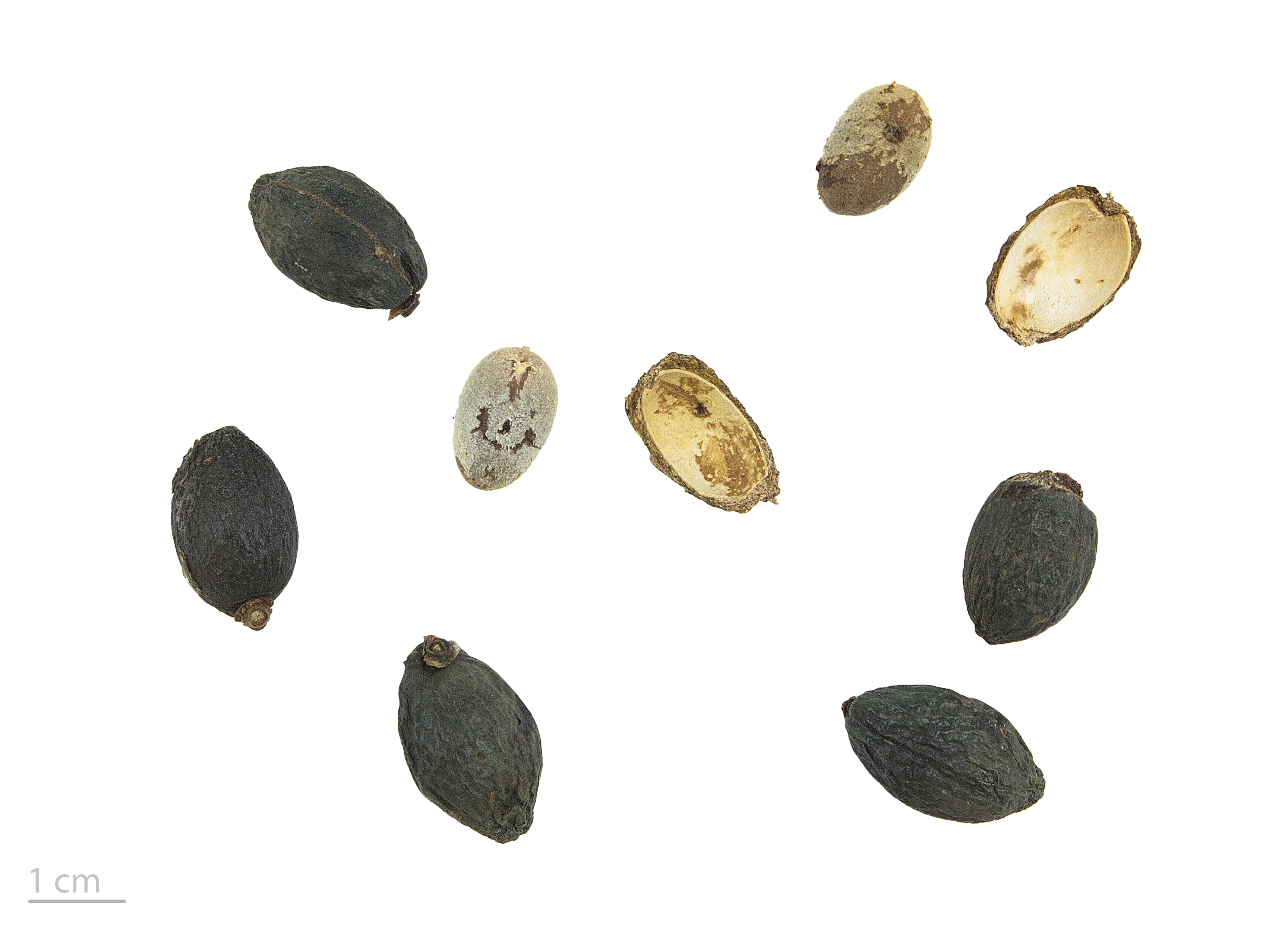
Livistona chinensis - Museum specimen